# Azarug
Azarug é uma organização juvenil da Canárias de esquerda de carácter independentista e socialista.
Foi fundada no ano 1992 e é a organização juvenil do MLNC. Sua organização é assemblaria.